# Oberto (opera)

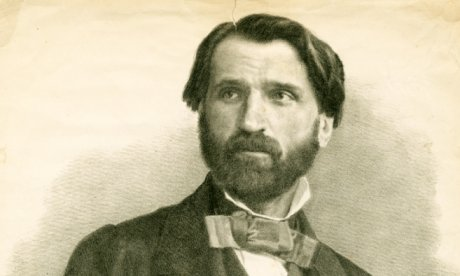
Giuseppe Verdi 1842

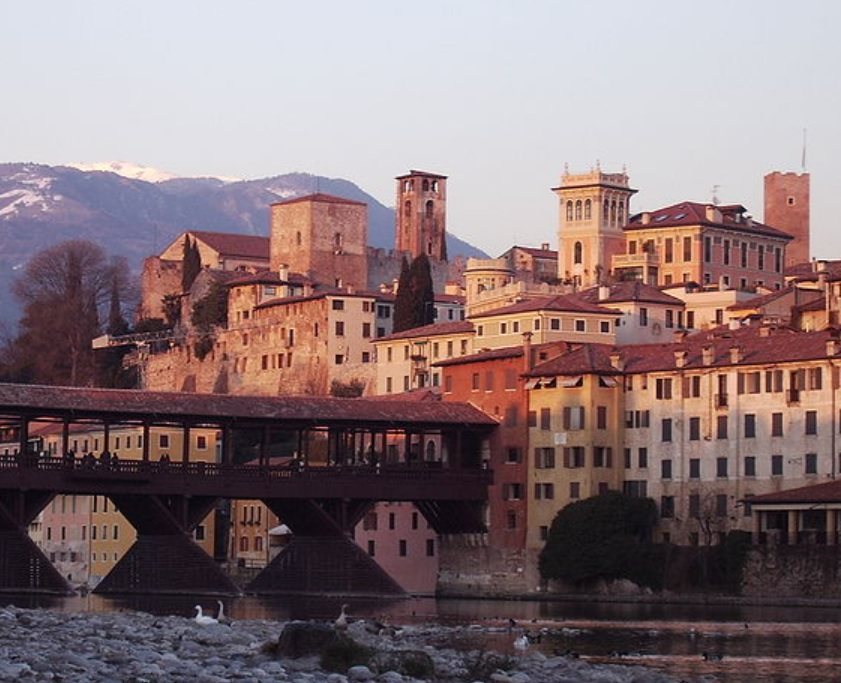
Staden Bassano där delar av handlingen utspelas.

Oberto, conte di San Bonifacio (Oberto, greve av San Bonifacio) är en opera (Dramma) i två akter med musik av Giuseppe Verdi och libretto av Temistocle Solera efter ett existerande libretto av Antonio Piazza, förmodligen med titeln Rocester.

## Historia
Oberto var Verdis första opera och han skrev den vintern 1837-38. Den blev antagen för uppförande vid en välgörenhetskonsert på Teatro alla Scala i Milano våren 1839. Tyvärr måste framförandet avlysas, men Oberto sattes upp på programmet på hösten samma år (17 november) tack vare sopranen Giuseppina Strepponi, som längre fram blev Verdis livsledsagerska. Trots det svaga librettot blev operan väl mottagen och partituret gavs ut av det berömda musikförlaget Ricordi i Milano, och så upprättades en förbindelse som skulle vara resten av Verdis långa liv.

## Personer
- Oberto, greve av San Bonifacio (bas)
- Leonora, hans dotter (sopran)
- Riccardo, greve av Salinguerra (tenor)
- Cuniza, Ezzalinos da Romanos syster (mezzosopran)
- Imelda, Cunizas förtrogna (mezzosopran)
- Riddare, adelsdamer, vasaller (kör)

## Handling
Slottet Ezzelini i Bassano med dess omnejd, 1228.
Akt I
Den landsflyktige greve Oberto di San Bonifacios dotter Leonora har blivit förförd av greve Riccardo, som nu skall gifta sig med Cuniza, syster till Ezzelino da Romano. Oberto har förskjutit sin dotter men då han får veta att hon nu enbart vill hämnas på sin trolöse älskare beslutar han göra gemensam sak med henne, och de beger sig till Ezzelinos slott. Leonora uppsöker Cuniza och bekräftar sin historia för henne, och Oberto bekräftar att Riccardo har förfört hans dotter och sedan övergett henne. Cuniza är skakad och inför alla gästerna konfronterar hon Riccardo med Lenonora.
Akt II
Cunizas väninna Imelda försöker trösta henne, men hon är orubbligt besluten att Riccardo skall gifta sig med Leonora. Oberto har utmanat sin dotters förförare på duell, fastän han därigenom har satt sitt liv på spel i dubbel bemärkelse eftersom han återvänt till det land han är förvisad från. Cuniza har emellertid vädjat för hans skull och landsförvisningen har upphävts, men Riccardo vill inte duellera med den gamle. Dessutom är han rörd över Leonoras trogna kärlek och Cunizas hållning. Oberto uppmanar honom att låtsas gå med på Cunizas krav på att han skall äkta Leonora, men då kvinnorna har dragit sig tillbaka går han och Riccardo ut i skogen och utkämpar sin duell. Riccardo dödar Oberto och flyr från Italien. För att göra bot lämnar han allt han äger till Leonora.